# Ruprecht von Waldenfels
Ruprecht von Waldenfels (* 1973) ist ein deutscher Slawist und Sprachwissenschaftler. Zu seinen Forschungsschwerpunkten gehören Korpuslinguistik, Soziolinguistik und Sprachwandel.

## Werdegang
Von 1994 bis 2004 studierte von Waldenfels Slawistik, Osteuropastudien und Informatik in Berlin sowie Sprachwissenschaften in Berlin und Helsinki. Anschließend war er von 2004 bis 2008 wissenschaftlicher Mitarbeiter am Institut für Slavistik der Universität Regensburg und promovierte bei Björn Hansen mit einer Arbeit zur Grammatikalisierung von Infinitivkonstruktionen mit dem Verb „geben“ im Russischen, Polnischen und Tschechischen. Nach einer kurzen Tätigkeit als Mitarbeiter im Rahmen eines Projekt zur Wörterbuchdigitalisierung am Sorbischen Institut in Cottbus ging er 2009 als Oberassistent an das Institut für slawische Sprachen und Literaturen in Bern in der Schweiz. Als Stipendiat des Schweizer Nationalfonds arbeitete er 2014 bis 2016 an einem Projekt zu einer korpusgestützten Typologie der slawischen Sprachen als Gastwissenschaftler in Warschau, Krakau und Berkeley, bevor er für ein Jahr in die Schweiz an das slawische Seminar in Zürich zurückkehrte. 2017 wurde er auf eine Professur für russische und polnische Sprachwissenschaft nach Oslo berufen. Im Jahr 2018 nahm er den Ruf auf die Professur für slawistische Sprachwissenschaft an die Friedrich-Schiller-Universität Jena an. Einen Ruf an die Universität Helsinki lehnte er ab.